# کاتاژینا زیلمان
کاتاژینا زیلمان (لهستانی: Katarzyna Zillmann؛ زادهٔ ۲۶ ژوئیهٔ ۱۹۹۵) قایقران روئینگ اهل لهستان است.
وی در مسابقات کشوری و بین‌المللی در مجموع برندهٔ ۲ مدال طلا، ۳ مدال نقره شده‌است.